# Andrena lonicerae
Andrena lonicerae là một loài Hymenoptera trong họ Andrenidae. Loài này được Tadauchi & Hirashima mô tả khoa học năm 1988.